# Hidrogensulfur

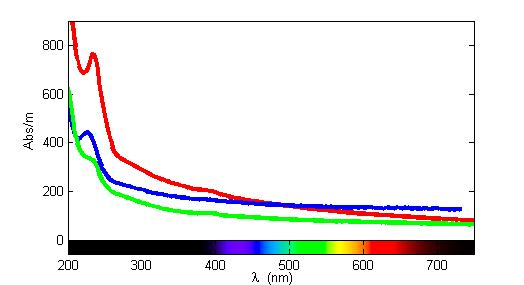
L'espectre UV/VIS de tres llocs diferents amb fosses sèptiques.L'absorció del bisulfur s'observa al voltant de 230 nm en cada cas.

L'ió hidrogensulfur, anomenat antigament bisulfur és l'anió amb la fórmula química HS−. Aquesta espècie química és la base conjugada del sulfur d'hidrogen el qual al seu torn es dissocia en sulfur:
H₂S → HS− + H+
HS− →  S2− + H+
En solucions aquoses a PH més baix de 7,l'espècie dominant és el sulfur d'hidrogen (H₂S) però a pH més alt de 7 domina el hidrogensulfur (HS−). El sulfur (S2−) és un grup extremadament bàsic i només domina en solucions extremadament alcalines.
Es coneixen una gran varietat de sals, incloent hidrogensulfur de potassi. L'hidrogensulfur d'amoni és un component de diversos tipus de bomba pudenta.